# Centro consultivo sul diritto dell'OMC
Il Centro consultivo sul diritto dell'Organizzazione Mondiale del Commercio (o ACWL, sigla inglese di Advisory Centre on WTO Law) è un'organizzazione internazionale creata nel 2001 per fornire consulenza legale, ai paesi in via di sviluppo ed ai paesi detti con economia in transazione, in materia di diritto dell'Organizzazione mondiale del commercio. Di particolare rilevanza è l'assistenza data da tale organizzazione ai paesi beneficiari in caso di dispute sollevate nell'ambito del meccanismo di risoluzione delle controversie in seno alla OMC.
Del Centro, la cui sede è a Ginevra, fanno parte attualmente 37 membri (paesi o territori doganali): 10 paesi sviluppati e 27 paesi in via di sviluppo. Ai servizi del centro possono accedere anche i paesi meno sviluppati senza che debbano aderire all'organizzazione.